# Coperchia
Coperchia è la frazione più popolosa del comune di Pellezzano, in provincia di Salerno.

## Geografia fisica
Si trova lungo la cosiddetta Via dei casali, strada provinciale che da Baronissi conduce a Salerno, la frazione è situata a metà strada tra Pellezzano e Capezzano ed  è sede del locale cimitero e della biblioteca comunale nonché del teatro "M. A. Galdi".

## Cultura
A Coperchia è ambientata la farsa teatrale A Coperchia è caduta una stella, scritta nel 1933 da Peppino De Filippo e da cui è stato poi tratto il film In campagna è caduta una stella.

## Infrastrutture e trasporti
A Coperchia vi è, inoltre, una stazione ferroviaria (a nome di Pellezzano, sulla ferrovia Salerno-Mercato San Severino), che collega il paese con Salerno e con importanti centri della provincia, quali Baronissi, Mercato San Severino e Nocera Inferiore. Salerno e Baronissi sono raggiungibili anche tramite autobus.

## Sport

### Calcio
Storicamente la Prima Squadra di Calcio di Coperchia è la Valentino Mazzola, fondata nel 1954. Intitolata così in onore di Valentino Mazzola, capitano del Grande Torino morto tragicamente nell'incidente di Superga 4 anni prima.
Il colore sociale del club è il granata, e disputa le partite interne al Campo sportivo in località Casignano (Pellezzano)
Nella sua storia ha disputato 7 campionati di Promozione Campania (1992-1993, 1993-1994, 2006-2007, 2007-2008, 2008-2009, 2010-2011, 2011-2012), raggiungendo il suo apice nella stagione 1958-1959 disputando il campionato dilettanti di V livello.
Attualmente, la squadra di Coperchia di più alto livello calcistico è l'A.S.D. Honveed Coperchia, fondata nel 1998 dal presidente Antonio Sorgente, militante nel campionato regionale di Prima Categoria - Girone F.
I colori sociali sono il bianco e il rosso. L'attuale mister della squadra è l'ex capitano della Valentino Mazzola, Daniele Apicella. Il direttore sportivo è Alfonso Coccorullo.
Il miglior risultato della squadra è stato raggiunto nella stagione 2014/2015 con la seconda posizione in classifica nel campionato di Prima Categoria e lo spareggio Promozione contro il Real Ariano Irpino (poi perso per 2-1), battendo nei playoff le compagini della Virtus Di Giorgio e del Giovi.

#### Storia della Valentino Mazzola
Con i pochi mezzi allora disponibili, furono inizi difficili, ma con l'opera manuale e qualche offerta dell'intera comunità del piccolo paese, fu costruito un campo di gioco e fu acquistato quanto necessario per poter figurare a livello dilettantistico.
La competenza dell'allora dirigenza, portò a Coperchia molte giovani promesse e dopo soli tre anni, nella stagione sportiva 1957/58, l'Unione Sportiva Valentino Mazzola, prima vinceva il Campionato del suo girone e poi conquistava il titolo di Campione Campano di Prima Divisione.
Ma le scarse risorse economiche e la mancanza di un terreno di gioco a norma per i successivi campionati , portarono la squadra ad emigrare nella vicina Salerno città capoluogo e le gare interne del Campionato Dilettanti 1958-1959, furono disputate allo stadio Vestuti .
Nella stagione 1967/68, allestirono un organico che partecipò al Campionato di Prima Categoria però, sempre per via della non disponibilità del terreno di gioco, la società dovette rinunciare alla competizione della categoria superiore e costretta a privarsi dei suoi calciatori migliori, ceduti a sodalizi di ben altra solidità economica.
Dal 1988 la Polisportiva Mazzola infilò tre promozioni di seguito: dalla seconda in prima categoria, dalla prima in promozione (ma rinunciò a parteciparvi) ed infine, vittoria finale e partecipazione al Campionato di Promozione.

### Anni 2000
Nella Stagione 2011-2012, la squadra al 14º posto in Promozione Campania 2011-2012, ma perde lo spareggio con la Roccadaspide e si vede così retrocessa.